# Sick Note
Sick Note è una serie televisiva britannica formata da due stagioni, creata da Nat Saunders con James Serafinowicz e diretta da Matt Lipsey. Viene trasmessa dal 7 novembre 2017 su Sky One.
In Italia è stata pubblicata interamente il 23 novembre 2018 su Netflix.

## Sinossi
Daniel Glass è un fannullone col vizio della bugiardaggine che vive a scrocco a casa della sua ragazza; è refrattario alle responsabilità del proprio lavoro, e fissato con i videogames, e per questo i suoi non ne hanno alcuna considerazione. Quando, però, al giovane viene diagnosticato un cancro, la sua vita allo sbaraglio paradossalmente migliora! Al posto del lavoro che stava per perdere, avrà il ruolo di icona della società. La ragazza che stava per lasciarlo, desiste dall'intento e persino i genitori che lo tolleravano appena lo riempiono di attenzioni. Ma la diagnosi del dottor Ian Glannis, un medico incompetente, a cui non è più concesso margine di errore sul posto di lavoro, si rivela erronea. Le storie dei due personaggi quindi convergono assurdamente tra omici rocamboleschi, menzogne reciproche, situazioni scomode e sospetti reciproci; Daniel e Ian si ritrovano legati ad uno scopo comune: non far scoprire a nessuno il falso cancro di Daniel.

## Episodi
| Stagione         | Episodi | Prima TV UK | Pubblicazione Italia |
| ---------------- | ------- | ----------- | -------------------- |
| Prima stagione   | 6       | 2017        | 23 novembre 2018     |
| Seconda stagione | 8       | 2018        | 23 novembre 2018     |

## Trama

### Prima stagione
Daniel vuole che la menzogna vada avanti per continuare a vivere in maniera privilegiata pur essendo sano come un pesce. Il dottor Glennis non può permettersi altri errori o verrebbe licenziato, oltre che lasciato, considerata la precarietà del proprio matrimonio. Gli unici a sapere le cose come stanno sono lui, Daniel e tale "Will 5000", un gamer ossessionato, che spende molte ore a giocare online con Daniel, e uno dei pochi con cui il ragazzo non si preoccupa di dire tutta la verità, visto che è solo un amico virtuale, che vive dall'altra parte del mondo, e che non è destinato a vedere mai di persona.
La situazione si complica quando il migliore amico di Daniel, Ash Matthews, entra nella cerchia delle persone che sanno del falso cancro. 
Ash avrebbe interesse a divulgare la notizia, infatti, visto che la ragazza di Daniel, Becca Palmerstone, intrattiene una relazione clandestina con lui e si convince che dovrebbero fermarsi perché trova disumano mandare avanti tutto mentre il ragazzo, nonché migliore amico del suo amante, ha il cancro.
Sfortunatamente Ash apprende la notizia mentre si dà ad una rocambolesca fuga sul cornicione di casa di Becca, proprio per non far scoprire all'amico la tresca con la sua ragazza.
Però, mentre sorprende Daniel confessare a Will 5000 il piano della farsa che sta allestendo con Ian Glannis, cade dal cornicione torcendo una conduttura condominiale, dopo essere stato a sua volta scoperto per essersi lasciato sfuggire un'esclamazione incredula alla bugia dell'amico.
Daniel è convinto che la polizia non crederebbe che l'incidente sia spontaneo, a causa delle ormai palesi trame sentimentali tra Ash e la propria ragazza. Per il timore di venire incolpato di un delitto passionale, allora si preoccupa di occultare il corpo di Ash.
Ad aiutarlo è il Dottor Glannis, coinvolto inizialmente solo per accertarsi in qualità di medico del decesso di Ash, successivamente costretto dai ricatti di Daniel a cooperare all'occultamento, per continuare a tenere insabbiata la verità dietro i propri errori clinici.
Tuttavia Ash non era morto, come dichiarato dal Dottor Glannis, a confermarne l'inettitudine medica.
Ash verrà ricoverato in stato comatoso presso l'ospedale; intanto la polizia indaga, soprattutto a mezzo dell'agente Hayward, il quale inizialmente sembra davvero aver capito tutto dell'intreccio, ma progressivamente mostrerà anch'egli una seria inettitudine nel mestiere del poliziotto, ignorando alcuni indizi evidenti e sbagliando completamente l'indirizzo delle indagini, sfociate in una poco credibile pista basata su una teoria del complotto spionistico / internazionalista.
Mentre il suo superiore, e i suoi colleghi, danno all'agente Hayward dello scellerato per i suoi sospetti astrusi e improbabili, Daniel e Glannis riescono con fatica, sbadataggine, e infine successo, a disfarsi di più o meno tutte le prove che aprirebbero una pista diretta verso le loro criminose bugie.
La situazione sembra più quieta finché Ash non aprirà un occhio. Presagita la possibilità che un suo risveglio vanifichi tutti i loro sforzi per cancellare le prove, Daniel e Glannis ponderano varie possibilità, tra cui apparentemente quella di finire l'opera e disfarsi dell'impotente, allettato, Ash. 
Ma le interferenze di Hayward e dei cari di Ash che alimentano un viavai attorno alla sua lettiga ospedaliera, impediscono al duo di scegliere cosa fare.
La stagione si conclude con una scena in cui viene mostrato il punto di vista, pieno di sfocature ma lucidissimo, del migliore amico di Daniel, che sembra essere finalmente sul punto di svegliarsi. Poi un rumore: il segnale di emergenza dei respiratori ospedalieri.

### Seconda stagione
La stagione esordisce con Ash già deceduto: il presagio della sirena ospedaliera era corretto, Ash è andato in arresto cardiaco.
Mentre Daniel, tra i due più restio ad uccidere l'amico, si convince che l'autore del misfatto sia il dottor Ian Glannis e valuta seriamente di confessare tutto alla polizia, si scopre che la morte è stata puramente accidentale e che la sua responsabilità ricade interamente sull'infermiera che lo monitorava, rea di aver collegato la flebo con i nutrienti per il paziente nell'orifizio sbagliato: Ash muore ricolmo di brodo di pollo.
Daniel comunque non trova sollievo, anzi diventa vittima della paranoia: una losca figura vestita di nero da qualche tempo lo segue ovunque vada e in maniera furtiva.
Si scopre che si tratta dell'amico oltreoceano di giocate online, Will 5000, o solo Will, come esorta a chiamarlo. 
Col pretesto di dover raggiungere dei familiari in Europa costringe Daniel a farsi ospitare a casa di Becca.
Will si presenta con un accessorio medico che gli scherma metà faccia, a guisa di maschera per coprire la sfregiatura autoprocuratosi con un ferro da stiro quando era piccolo. 
Da subito si capisce che probabilmente Daniel non avrebbe mai dovuto dirgli niente perché è totalmente instabile e inaffidabile. Queste due caratteristiche in particolare mettono a rischio più volte tutta la farsa di Daniel, che a questo punto inizia a pretendere che il suo "amico" tolga il disturbo. 
Sentendosi ferito, e resosi conto che per Daniel non vale nulla più che un compagno di gaming, Will minaccia e ricatta Daniel grazie a tutto quello che sa su di lui ed in particolare una registrazione collezionata mentre parlavano in gioco, in cui si sente chiaramente che in realtà non ha contratto alcun cancro.
Daniel è costretto ad allertare Glannis, che intanto è a buon punto con la ricostruzione del proprio matrimonio. I due, giunti a spacciare medicinali per accumulare i soldi per comprare il silenzio di Will, cercano di intercettare il gamer.
Infatti, questi, dopo aver rifiutato i soldi inizialmente chiesti, va a casa del vecchio capo di Daniel, Kenny West, deceduto per asfissia autoerotica. L'obbiettivo di Will è trovare il nuovo capo di Daniel, cioè la figlia di Kenny, e ricattarla per molti, molti più soldi, dal momento che la sua società di assicurazioni sanitarie, di cui Daniel è immagine, subirebbe catastrofiche conseguenze se diventasse di dominio pubblico che il testimonial, in teoria malato, è in realtà sano!
Katerina West, intenzionata a vendere l'azienda e colta da un momento di frustrazione per le varie problematiche legate all'operazione, cui va a sommarsi questa ennesima complicanza, sfregia Will con un ferro da stiro, proprio sul lato di faccia in cui in teoria doveva essersi sfregiato, ma che in realtà è sempre stato intonso, come rivelato qualche episodio addietro da un tentativo di Becca di vederlo senza maschera. 
I motivi per cui facesse finta di avere quella ferita rimarranno ignoti, dal momento che Katerina aggredirà ferocemente l'uomo dopo averlo tramortito una volta fino a sopprimerne la vita. In ogni caso Katerina ora sa che Daniel è sano, e lo sfrutta intimidatoriamente per degli ultimi lavori in favore della compagnia.
Will non sarà, tuttavia, il pericolo più grande. L'agente Hayward torna alla carica, sebbene fosse stato relegato a ruoli d'ufficio per le sue indagini inaccettabili. 
L'uomo entra in crisi familiare e professionale, e nel disperato tentativo di catturare Daniel e Glannis presso lo spacciatore che frequentavano viene ucciso dai suoi stessi colleghi, per aver cercato (mentre puntava un'arma alla tempia del proprio superiore) di mostrare a tutti che i suoi sospettati fossero in una determinata stanza. Effettivamente Daniel e Ian erano proprio là dentro ma per puro caso trovano una via di fuga, e mentre Hayward viene freddato, possono tagliare comodamente la corda.
Invece, Vanessa, vedova di Ash, intenta dalla prima stagione a cercare di sbloccare il telefono del marito per vedere se vi fossero dati ulteriori circa il suo decesso, scopre, una volta sbloccato lo stesso, la relazione extraconiugale del marito con Becca, che peraltro è incinta senza sapere con chi tra Daniel e Ash abbia concepito.
Vanessa allontana furiosa Becca e denuncia tutto a Daniel; è sul punto di succedere nel sedurlo, la sera che lo chiama a casa propria per parlare insieme della recente scoperta, ma Daniel stramazza addormentato. Poco dopo, in conclusione della seconda stagione, nel frattempo che Daniel ronfa ancora assopito in posizione scomposta sul divano di casa di Ash, Becca sopraggiunge nell'abitazione: il suo intento è di scusarsi e dire a Vanessa che secondo lei Ash è stato ucciso da Daniel, che lo avrebbe buttato giù dalla finestra e simulato un incidente. 

## Personaggi e interpreti
- Daniel Glass (stagioni 1-2), interpretato da Rupert Grint e doppiato da Flavio Aquilone.
- Dottor Iain Glennis (stagioni 1-2), interpretato da Nick Frost e doppiato da Massimo De Ambrosis.
- Kenny West (stagione 1), interpretato da Don Johnson e doppiato da Francesco Prando.
- Becca Palmerstone (stagioni 1-2), interpretata da Pippa Bennett-Warner e doppiata da Gemma Donati.
- Agente Hayward (stagioni 1-2), interpretato da Daniel Rigby e doppiato da Stefano Crescentini.
- Linda (stagioni 1-2), interpretata da Marama Corlett.
- Ash Matthews (stagioni 1-2), interpretato da Tolu Ogunmefun.
- Lisa (stagioni 1-2), interpretata da Lolly Adefope.
- Annette Glennis (stagioni 1-2), interpretata da Belinda Stewart-Wilson.
- Michael (stagioni 1-2), interpretato da Karl Theobald.
- Claire Glass (stagioni 1-2), interpretata da Matilda Thorpe.
- Vanessa Matthews (stagioni 1-2), interpretata da Camilla Beeput.
- Dottor Sampson (stagioni 1-2), interpretato da Miles Richardson.
- Gordon Glass (stagioni 1-2), interpretato da David Cann.
- Katerina West (stagione 2), interpretata da Lindsay Lohan, doppiata da Alessia Amendola.
- Sovrintendente Henchy (stagione 2), interpretata da Alison King.